# Friedrich Timmermann
Friedrich Timmermann (* 20. April 1855 in Lehe; † 12. Januar 1928 in Wesermünde) war ein deutscher Landwirt und Kommunalpolitiker. 

## Biografie
Timmermann war der Sohn eines Landwirtes in Lehe, heute ein Stadtteil von Bremerhaven. Nach dem Besuch der Volksschule wurde er auch Landwirt.
Von 1888 bis 1898 und von 1901 bis 1909 war er Bürgervorsteher von Lehe. Von 1909 bis 1924 war er ehrenamtlicher Senator im Magistrat der Stadt Lehe. Auf Timmermann geht entscheidend die Erweiterung des Speckenbütteler Parks zurück, den er bis zu seinem Lebensende betreute.      

## Ehrungen
- 1924 wurde Timmermann in der letzten Sitzung des Magistrats, nach dem Zusammenschluss von Lehe zur Stadt Wesermünde, mit der Ehrenbürgerschaft von Lehe geehrt.
- Die Timmermannsallee in Bremerhaven-Speckenbüttel wurde 1933 nach ihm benannt.

| Personendaten    | Personendaten                            |
| ---------------- | ---------------------------------------- |
| NAME             | Timmermann, Friedrich                    |
| KURZBESCHREIBUNG | deutscher Landwirt und Kommunalpolitiker |
| GEBURTSDATUM     | 20. April 1855                           |
| GEBURTSORT       | Lehe                                     |
| STERBEDATUM      | 12. Januar 1928                          |
| STERBEORT        | Wesermünde                               |